# Rio Mau (Paiva)
O rio Mau é um rio pequeno que nasce na serra da Cascalheira, a 953 metros de altitude, perto do santuário da Sra. da Piedade em Pendilhe, Vila Nova de Paiva. Desagua no rio Paiva, na aldeia da Granja, concelho de Castro Daire, no lugar de Várzea de Moinhos. Ao longo das suas margens este rio têm vários moinhos.[carece de fontes?] Pelo menos um destes moinhos era um pisão, situado na freguesia de Cujó, e que era utilizado pelos teares de lã tanto da aldeia como das povoações em redor.